# Marc d'or (taxe)
Pour les articles homonymes, voir Marc d'or.
Le marc d'or,  dit aussi droit de serment est en France sous l'Ancien Régime une taxe créée par un édit du mois d'octobre 1578, payable par tout acquéreur de charge vénale ou non vénale. Le revenu de cette taxe est attribué à l’Ordre du Saint-Esprit. Par un édit de décembre 1770, le marc d'or ordinaire est complété par une autre taxe : le marc d'or de noblesse, payable par tous ceux qui se font pourvoir d'offices donnant la noblesse. Ceux qui sont déjà nobles sont dispensés de payer le marc d'or de noblesse sous condition de faire la preuve de leur noblesse.

## Histoire
Le marc d’or est une taxe crée par un édit d'octobre 1578, payable par tous ceux pourvus d'offices vénaux ou non vénaux, ordinaires ou extraordinaires, à titre de droit de serment. Le même édit de 1578 exempte du droit de marc d'or les notaires secrétaires du roi maison et couronne de France.
Par une déclaration du roi du 7 décembre 1582, le revenu du droit de marc d'or, qualifié de « droit de serment » fut attribué à l'entretien de l’Ordre du Saint-Esprit.
Les trésoriers généraux et contrôleurs généraux du marc d'or sont créés en 1656. Ils sont assimilés aux officiers de l'ordre du Saint-Esprit. Ils sont chargés de la perception de la taxe du marc d'or.
Le grand trésorier de l'Ordre du Saint-Esprit devient responsable du marc d'or puis à partir de 1720 le droit est perçu par la section domaniale des fermes générales.
Les offices domaniaux et héréditaires  sans gages qui n’étaient pas soumis à la Paulette, furent mieux soumis à partir de 1621 au marc d’or.
Les offices qui ne figurent pas dans le règlement de 1656 donnant les tarification avec la finance des offices et leurs émoluments sont soumis au marc d'or par un arrêt du 7 octobre 1704. En 1657, l'ordre du Saint-Esprit accepte l'aliénation de la moitié du droit du marc d'or au profit des caisses de l'État.
Le tarif de 1748 intègre l’imposition sur la finance avec d’autres calculs comme l’évaluation de l’office. Certains offices sont imposés selon la finance, d’autres selon l’évaluation.
En 1771 les offices de la Maison du roi sont imposés  au marc d'or selon la finance. À partir de l’édit de février 1771, tous les officiers sont tenus de faire une déclaration du prix auquel ils estiment leurs offices qui  formera la finance de leur office. C’est sur cette base  que sera calculée la taxe. Sa perception fut assurée pendant longtemps par une administration particulière et son montant était défini selon les catégories utilisées par les Parties Casuelles pour l’imposition des offices. Le tarif les impose en fonction de la somme effectivement déboursée par l’officier pour acquérir l’office sur le marché.
Le marc d’or pèse plus sur les petits offices : au début du XVIIe il correspondait  une année de gages jusqu’à la  hauteur de 300 à 400 livres. En 1748 pour une année  de gage jusqu’à 600 à 700 livres. Toutefois le marc d’or était souvent modéré.
Jean Nagle indique que Le marc d’or est renforcé en 1771 par l’édit d’avril 1771 qui instaure en supplément du « vieux marc d’or » un « marc d’or de noblesse » d’un montant de 2000 livres que devront payer tous ceux qui se feront pourvoir d’offices qui donnent la noblesse et ceux qui acquerront des lettres de noblesse. Il écrit ; « Le marc d’or est pour la reconnaissance de l’office et le marc d’or de noblesse pour la reconnaissance de la noblesse concédée par l’office».
Les officiers de la Grande chancellerie de France représentèrent au roi que par d'anciens règlements, ils avaient été exemptés de payer aucun droit de marc d'or, le roi donna le 16 août 1772, une déclaration qui fut enregistrée à l’audience de France le 19 septembre de la même année contenant les dispositions suivantes : 

« Article I. Ceux qui se feront pourvoir à l’avenir d’offices de nos secrétaires, maison, couronne de France & de nos finances, ou d’autres offices en notre grande chancellerie, seront dispensés de payer le droit de marc d’or  ordonné par notre édit du mois de décembre 1770.

II. Lesdits officiers qui obtiendront des lettres d’honneur ou de vétérance, seront également dispensés de payer les droits de marc d’or ordonnés par notre édit.

III. Nos secrétaires, maison, couronne de France & de nos finances, & les pourvus d’offices  de notre grande chancellerie, auxquels la noblesse est attachée qui se feront pourvoir d’autres offices donnant la noblesse, seront dispensés du payement du droit de marc d’or de noblesse, ordonné par notre édit du mois de décembre 1770, quand même il n’y aurait pas vingt ans qu’ils fussent pourvus desdits offices de nos secrétaires ou des offices de la grande chancellerie donnant la noblesse.

IV. Les enfants & petits enfants de nos secrétaires du grand collège, ou des pourvus d’offices de la grande chancellerie donnant la noblesse, qui se feront pourvoir d’offices donnant la noblesse, ne payeront point le droit de marc d’or de noblesse, quoiqu’il n’y eut pas vingt ans que leur père ou aïeul fût pourvu de leur office, pourvu toutefois que ledit père ou aïeul en soit encore pourvu.»
Par l'édit du roi du 23 mai 1783, les offices de trésoriers et contrôleurs du marc d'or créés en janvier 1734 sont supprimés et remplacés par un office de trésorier général dudit droit.